# NGC 2911
NGC 2911 (другие обозначения — UGC 5092, MCG 2-25-3, ZWG 63.7, ARP 232, PGC 27159) — линзообразная галактика (S0) в созвездии Льва. Открыта Уильямом Гершелем в 1784 году.
Галактика относится к типу LINER и имеет активное ядро. Радиоизлучение наблюдается в ядре галактики и проявляет выраженную переменность. Радиоизлучение наблюдается также вдоль большой оси галактики. В галактике наблюдается джет длиной в 500 парсек.
Этот объект входит в число перечисленных в оригинальной редакции «Нового общего каталога».
Галактика NGC 2911 входит в состав группы галактик NGC 2911. Помимо NGC 2911 в группу также входят NGC 2913, NGC 2914, NGC 2939, PGC 27167, MGC 2-25-22 и UGC 5216.